# Северна Парк (Мериленд)
Северна Парк (енгл. Severna Park) насељено је место без административног статуса у америчкој савезној држави Мериленд.

## Демографија
По попису из 2010. године број становника је 37.634, што је 9.127 (32,0%) становника више него 2000. године.
| Група             | 2000.          | 2010.          |
| Белци             | 26.108 (91,6%) | 33.417 (88,8%) |
| Афроамериканци    | 939 (3,3%)     | 1.629 (4,3%)   |
| Азијати           | 790 (2,8%)     | 1.064 (2,8%)   |
| Хиспаноамериканци | 338 (1,2%)     | 889 (2,4%)     |
| Укупно            | 28.507         | 37.634         |